# Ференгі
Ференгі (англ. Ferengi) — вигадана інопланетна цивілізація гуманоїдів у всесвіті науково-фантастичної франшизи «Зоряний шлях». Уперше вони з'явились у 1987 році в серіалі Зоряний шлях: Наступне покоління, відіграли одну з основних ролей у наступному серіалі Зоряний шлях: Глибокий космос 9, і епізодично з'являлися в серіалах Зоряний шлях: Вояджер, Зоряний шлях: Ентерпрайз, Зоряний шлях: Дискавері, Зоряний шлях: Нижні палуби і Зоряний шлях: Пікар.
Під час запуску серіалу «Зоряний шлях: Наступне покоління» у 1987 році Джин Родденберрі та сценаристи серіалу вирішили представити новий інопланетний вид, який стане антагоністом для екіпажу «USS Enterprise-D». Ференгі вперше з'явилися в четвертому епізоді першого сезону серіалу «Остання застава», дія якого розгорталася в 2364 році. Сценаристи вирішили, що ференгі врешті-решт не виявилися достатньо загрозливими, натомість замінили їх ромуланцями та борґами як основними антагоністами. Протягом решти серіалу ференгі використовувалися переважно для комедійного ефекту.
Під час створення серіалу «Зоряний шлях: Глибокий космос 9» сценаристи серіалу вирішили представити бармена-ференгі Кварка (якого грав Армін Шимерман) як одного з головних персонажів, а згодом його брата Рома (якого грав Макс Гроденчик) і племінника Нога (якого грав Арон Айзенберґ) як повторюваних персонажів, знову ж таки часто використовуючи їх у комедійних цілях.
Культура ференгі, особливо в тому вигляді, як вона зображена у серіалі «Зоряний шлях: Глибокий космос 9», зображена як гіперкапіталістична, зосереджена на отриманні прибутку як найвищій меті. Сценаристи «Глибокого космосу 9» описали, що вони бачили ференгі як сатиричне зображення людей ХХ століття.

## Походження назви
Назва «ференгі» була вигадана на основі перського терміну «ференгі», який використовувався по всій Азії (порівняти старіший термін «ферінгі»), що означає «іноземці» або «європейці».

## Історія

### Зоряний шлях: Наступне покоління
Готуючи сценарії для першого сезону серіалу Зоряний шлях: Наступне покоління, ідею ференгі придумали Джин Родденберрі та Герберт Райт. Новий інопланетний вид спочатку з'явився в четвертому епізоді першого сезону «Останній форпост», який був заснований на історії Річарда Кшемієна та телеспектаклі Райта. У цій серії USS Enterprise-D, екіпаж якого є головними героями серіалу, вперше контактує з ференгі, переслідуючи один з їх кораблів, екіпаж якого вкрав перетворювач енергії Т-9. Обидва кораблі знерухомлені над невідомою планетою, що спонукає обидва відправляти групи для розслідування, де вони стикаються одна з одною. Армін Шимерман, який зіграв ференгі в «Останній заставі», знову зіграв ференгі в наступному епізоді «Підвищення ефективності», а потім отримав роль бармена-ференгі Кварка в серіалі «Зоряний шлях: Глибокий космос 9».

Емблема ференгі, розроблена Окудою для «Останньої застави»

Одяг ференгі, розроблений для «Останньої застави», був з хутряними накидками. Як зброю вони мали сині батоги, які стріляли енергетичними болтами; згодом вони були видалені в пізніших серіях, та не використовувалися в пізніших зображеннях виду. Майк Окуда розробив знаки відмінності ференгі, щоб представити ідею «собака їсть собаку» як приклад найжорстокішої конкуренції. Емблема була пофарбована у зелений колір через асоціації цього кольору з жадібністю, заздрістю та грошима. Корабель ференгі, представлений в епізоді, був розроблений Енді Пробертом, який використав мечохвостів на столі Райта як натхнення, а модель була побудована Грегом Джейном.
Ференгі були повторно використані у дев'ятому епізоді цього ж сезону «Битва», заснованого на історії Ларрі Форрестера, яку Райт перетворив на телеспектакль. Цей епізод вперше вийшов на екрани в листопаді 1987 року. У ньому ференгі на ім'я Даймон Бок передає капітану «Ентерпрайза» Жану-Люку Пікару (якого грав Патрік Стюарт) покинутий корабель «Stargazer», капітаном якого колись був Пікар. У ході епізоду з'ясовується, що це частина плану помсти Бока, оскільки він вважає Пікара відповідальним за смерть свого сина багато років тому. Перший план сюжету Форрестера містив різні сцени на борту космічного корабля ференгі, але вони не потрапили в епізод. Сценарист серіалу Рік Берман пізніше зазначив, що через свій «коефіцієнт безглуздості» ференгі стали «розчаруванням як головний супротивник».
У другому сезоні серіалу в епізоді «Найвища продуктивність», написаному Девідом Кемпером і режисером Робертом Ширером, показано, як «USS Enterprise-D» стикається з ворожим кораблем ференгі під час тренувань. Уніформу ференгі для цього епізоду переглянули й додали нові нашийники для позначення в них різних рангів. В епізоді третього сезону «Ціна», сценарій якого написала Ганна Луїза Ширер, режисером якого був Роберт Ширер, який вперше вийшов на екран у листопаді 1989 року, серед персонажів також були ференгі. У ньому два представники ференгі змагаються зі своїми колегами з Федерації, щоб отримати доступ до щойно відкритої стабільної кротовини; пізніше в епізоді з'ясовується, що кротовина насправді не була стабільною, і ференгі застрягли по інший бік від неї, у віддаленій частині галактики. «Ціна» — перший епізод, у якому корабель ференгі назвали «мародером».

### Зоряний шлях: Глибокий космос 9
Коли сценаристи об'єднували проєкти сценаріїв «Зоряний шлях: Глибокий космос 9», вони вирішили представити повторюваного персонажа-ференгі, який житиме на космічній станції «Глибокий космос 9», яка була основним місцем дії серіалу. Співавтор шоу Майкл Піллер пізніше зазначив, що: «Мені було зрозуміло, що наявність ференгі на борту „Глибокого космосу 9“ забезпечить шоу миттєвим гумором і вбудованим конфліктом із хлопцем із Федерації, відповідальним за станцію». Творці серіалу розробили персонаж Кварка, бармена-ференгі, який, за словами Піллера, буде «постійним колючкою в боці закону та порядку, але має почуття гумору щодо цього. Він був би кимось, хто очевидно міг би включити в серіал більше динаміки». Піллер та інші творці серіалу свідомо хотіли стикнути Кварка зі станційним констеблем Одо (якого зіграв Рене Обержонуа); за словами Піллера, «ідея про те, що Одо та Кварк сваряться, існувала з першого дня».
Через опис Кварка та його родини серіал «Зоряний шлях: Глибокий космос 9» досить детально описує культуру та політику ференгі. Епізоди серіалу зображують гіперкапіталістичний наголос ференгі на прибутках і сексистських соціальних нормах (на початку серіалу жінкам ференгі не дозволяється отримувати прибуток або навіть носити одяг), а також поступову еволюцію суспільства від цих норм, зокрема, мати Кварка стає шанованою бізнес-леді, а Кварк починає терпіти створення профспілки своїх працівників.
У третьому сезоні «Зоряний шлях: Глибокий космос 9» племінник Кварка Ног стає першим ференгі, який приєднується до Зоряного флоту, військового та дослідницького підрозділу Об'єднаної Федерації Планет. Ця подія викликала дискусії в електронних засобах масової інформації, присвячених «Зоряному шляху». Різні коментатори припустили, що, враховуючи те, як Ног поводився в попередніх епізодах, було дивно, що Зоряний Флот допустив його в свої ряди. Вони припустили, що це може свідчити про те, що Зоряний Флот мав певну форму політики позитивних дій на користь видів, які зараз не представлені в Зоряному Флоті. Інші онлайн-коментатори стверджували, що така точка зору є расистською, і що Нога прийняли б курсантом Зоряного флоту через відповідну кваліфікацію, а не через його расову приналежність.

### Зоряний шлях: Нижні палуби
До 2381 року прогресивні реформи Великого Нагуса Рома та його дружини, Першого Клерка, Літи, пустили коріння в суспільстві ференгі. Торгівля зброєю не заохочувалась із більшими довгостроковими економічними вигодами від більш сприятливих галузей, зокрема індустрії гостинності. Таким чином, Ференгінар знаходився в процесі приєднання до Об'єднаної Федерації Планет.

## Атрибути

### Культура
Культура ференгі зображена, особливо в серіалі «Зоряний шлях: Глибокий космос 9», як зосереджена на отриманні прибутку як найвищій меті. У багатьох епізодах це доведено до комічної крайності, оскільки, наприклад, молитва ференгі передбачає дачу хабарів богам, а похоронні обряди ференгі передбачають продаж останків померлого на аукціоні. Персонажі ференгі часто цитують «Правила придбання», збірку прислів'в, які буцімто регулюють ділову практику ференгі (наприклад, «Ніколи не ставте дружбу вище прибутку»); компіляцію цих правил опублікував шоуранер серіалу «Зоряний шлях: Глибокий космос 9» Айра Стівен Бер. Порушення економічних норм, таких як розірвання контрактів між колегами-ференгі або шахрайське використання ділових знижок, вважаються серйозними злочинами та підлягають суворому покаранню.
Культура ференгі також зображується як надзвичайно сексистська; у перших сезонах «Зоряний шлях: Глибокий космос 9» жінкам ференгі не дозволялося отримувати прибуток, подорожувати чи навіть носити одяг. Тривала сюжетна нитка «Глибокого космосу 9» показує поступову еволюцію суспільства ференгі від цих практик, особливо коли мати Кварка Ішка зарекомендувала себе як шанована бізнес-леді та фінансовий радник. Очевидно, той факт, що надання повних соціальних та економічних прав жінкам означало б різке розширення можливостей для бізнесу та інвестицій, виявився переконливим для уряду ференгі. До 2380 року реформи Великого Нагуса набули чинності, наприклад, повне схвалення одягу для жінок.

### Біологія і зовнішність

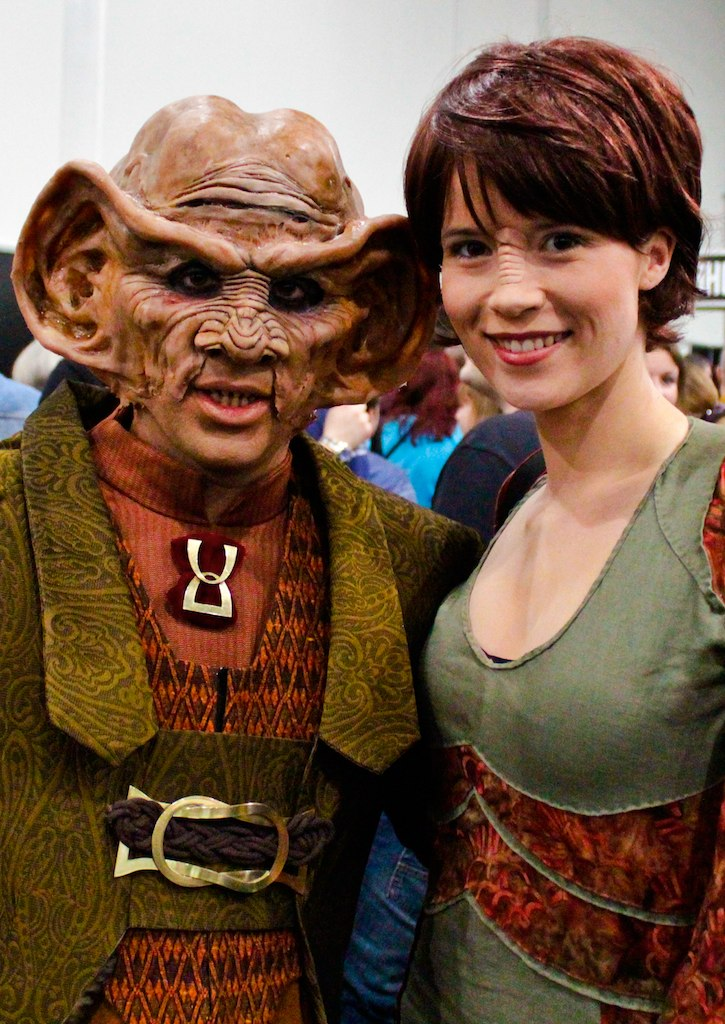
Косплеєр, одягнений як ференгі (ліворуч), і інша, одягнена баджоркою.

Ференгі вперше були розроблені Ендрю Пробертом, а пізніше вдосконалені та виготовлені Майклом Вестмором.
Найбільш помітною особливістю зовнішності ференгі є їх великі мочки вух. Ференгі відчувають сексуальну стимуляцію, коли їх мочки потирають — акт, який називається «у-мокс». Жінки ференгі ніби мають менші мочки, але єдиними жіночими персонажами ференгі, показаними в серії, були Пел та Ішка. Бетазоїди не здатні читати емоції ференгі. Зосередження уваги на вухах поширюється на фігури мови (зокрема «відсутність мочок», що вказує на брак сміливості) і проблеми зі здоров'ям (тобто вушна інфекція, яка виявляється смертельною).

### Рідний світ
Рідна планета ференгі називається Ференгінар, вона описана в епізоді «Сімейний бізнес» серіалу «Зоряний шлях: Глибокий космос 9». На Ференгінарі майже постійно йде проливний дощ; а у мові ференгі є 178 різних слів для позначення дощу (і жодного для позначення «хрусткий»).

### Космічний корабель
Космічний човник ференгі був описаний в епізоді «Ціна» серіалу «Зоряний шлях: Наступне покоління». Його також бачили в «Маленьких зелених чоловічках» як космічний корабель, використовуваний Кварком. Студійна модель для візуальних ефектів була продана на аукціоні Christie's у 2006 році за понад 8 тисяч доларів США. Існує більший космічний корабель ференгі під назвою «Мародер». Він був розроблений Ендрю Пробертом, а модель була побудована Грегом Джейном; студійна модель була виготовлена зі смоли, скловолокна та алюмінію.

## Сприйняття
У 2017 році телеканал SyFy назвав ференгі одним із одинадцяти найдивніших іншопланетян у серіалі «Зоряний шлях: Наступне покоління».
У 2017 році вебсайт Den of Geek назвав ференгі восьмим найкращим прибульцем у франшизі «Зоряний шлях» між андоріанцями та ромуланцями.
Прикладами добре відомих епізодів, де фігурують ференгі в серіалі «Зоряний шлях: Глибокий космос 9», є зокрема «Маленькі зелені чоловічки», у яких герої-ференгі подорожують у часі в 1940-ві роки та стають інопланетними загарбниками в інциденті з НЛО в Розвеллі, і «Чудовий ференгі», в якому група персонажів-ференгі об'єднується, щоб врятувати матір Кварка, коли вона була захоплена ворожою імперією.

### Зіставлення з антисемітськими стереотипами

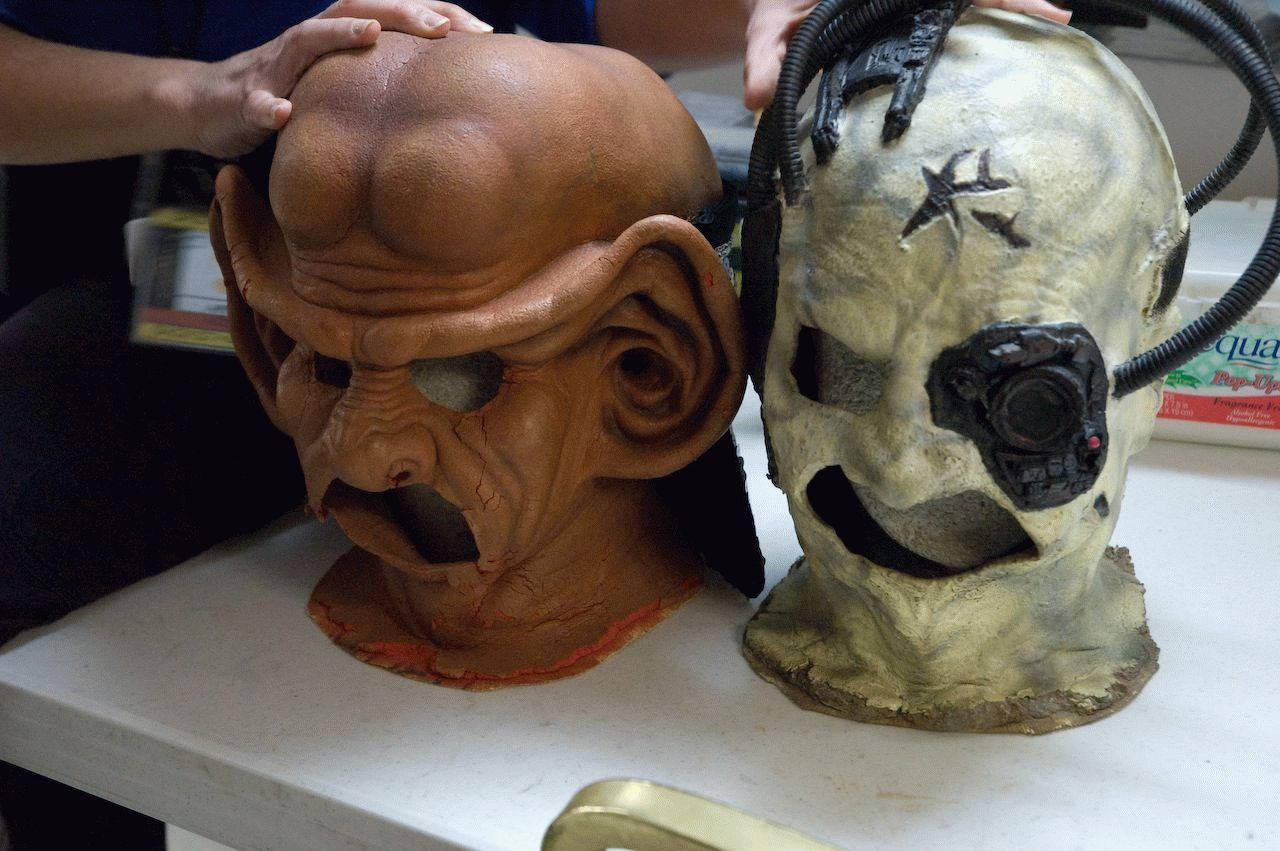
Маска ференгі поруч із маскою одного із боргів.

Низка критиків стверджували, що зображення ференгі та їхньої культури відображає антисемітські стереотипи щодо євреїв, а саме любов до наживи та великі риси обличчя, у випадку ференгі — вуха. Протягом 1990-х це питання обговорювалося в електронних списках розсилки, присвячених франшизі, при цьому деякі коментатори стверджували, що існують паралелі, а інші заперечували проти порівняння. У своїй критиці серіалу «Зоряний шлях: Наступне покоління» у 2007 році для «National Review» коментатор Джона Голдберг описав ференгі як «ескапістів-капіталістів з бичами, які виглядали як суміш між нацистськими карикатурами на євреїв і справжнім Носферату». Дослідник релігії Росс С. Кремер писав, що «релігія ференгі здається майже пародією, можливо, на традиційний юдаїзм». Він писав, що «285 правил придбання» мають схожість із 613 заповідями юдаїзму, і що соціальні обмеження ференгі щодо жінок віддзеркалюють обмеження ортодоксального юдаїзму щодо жінок, які вивчають Тору. Історик Пол Стертевант писав у 2018 році, що ференгі не тільки «надзвичайно традиціоналістські» та «визначаються своєю жадібністю», що повторює поширені стереотипи про євреїв, але й головних персонажів ференгі у серіалі «Зоряний шлях: Глибокий космос 9» зіграли єврейські актори.
Армін Шимерман звернувся до цього питання під час сесії запитань і відповідей на конвенції «Зоряний шлях». Він заявив, що:
В Америці люди запитують: «Чи показують ференгі євреїв?» В Англії запитують: «Чи показують ференгі ірландців?» В Австралії запитують, чи ференгі показують китайців… Ференгі представляють вигнанців… це людина, яка живе серед нас, яку ми не до кінця розуміємо.
Оригінальний текст (англ.)
In America, people ask "Do the Ferengi represent Jews?" In England, they ask "Do the Ferengi represent the Irish?" In Australia, they ask if the Ferengi represent the Chinese ... The Ferengi represent the outcast ... it's the person who lives among us that we don't fully understand.
Роберт Г'юїтт Вулф, автор «Глибокого космосу 9», заявив, що творча команда (декілька з яких були євреями) у той час усвідомлювала, що багато хто вже сприймав ференгі як єврейські стереотипи, але вони намагалися пом'якшити це, як через характеристику персонажів-ференгі як особистостей, та через включення фрагментів багатьох людських культур у культуру ференгі..

## Додаткова література
- Айра Стівен Бер і Роберт Гьюїт Вулф , Legends of the Ferengi (1997), ISBN 0-671-00728-9. (англ.) Автори кілька років працювали над серіалом «Зоряний шлях: Глибокий космос 9», і описали більшість того, що відомо про Ференгі.
- Daniel L. Bernardi, Star Trek and History: Race-ing Toward a White Future. New Brunswick and London: Rutgers University Press, 1998 (англ.)